# نادی‌پترد
نادْیْ‌پترد (به مجاری:  Nagypeterd) یک شهرداری در مجارستان است که در بارانیا واقع شده‌است. نادی‌پترد ۱۱٫۶۱ کیلومتر مربع مساحت و ۶۷۷ نفر جمعیت دارد.